# 클리무투산

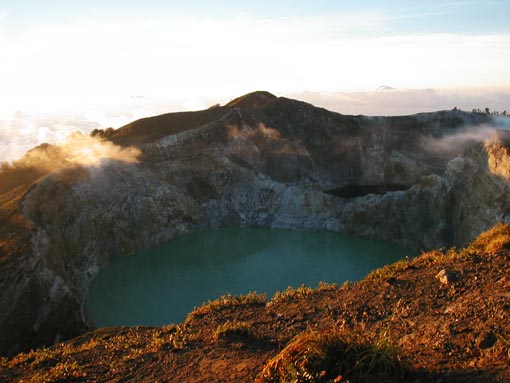
클리무투산

클리무투산(인도네시아어: Gunung Kelimutu)은 인도네시아의 플로레스섬에 있는 화산으로, 활화산이다. 이 화산은 3개의 화구호가 있는 복합 화산이다.